# Дипенхол
Дипенхол (на английски: Dippenhall) е село в графство Съри, югоизточна Англия.
Разположено е на 112 метра надморска височина в Хампшърската хълмиста равнина, на 3 километра западно от центъра на Фарнам и на 58 километра югозападно от Лондон. Селището е известно от Средновековието, когато е владение на Уинчестърската катедрала.

## Известни личности
Родени в Дипенхол
- Джон Гърдън (р. 1933), биолог